# 9 de març
El 9 de març és el seixanta-vuitè dia de l'any del calendari gregorià i el seixanta-novè en els anys de traspàs. Queden 297 dies per finalitzar l'any.

## Esdeveniments
Països Catalans
- 1947, Lleida: fusió del CD Leridano i el Lérida Balompié per formar la UE Lleida.
- 1966, Barcelona: l'assemblea constituent del sindicat estudiantil SDEUB, que se celebra al convent dels Caputxins de Sarrià, és sotmesa a un setge de tres dies per la policia franquista en els fets que es coneixen com la Caputxinada.[1]
- 1990: Terra Lliure atempta contra els jutjats de Manresa, Terrassa i Badalona.[2]
- 1997, Cornellà de Llobregat, Baix Llobregat: es produeix la desaparició de Cristina Bergua, un cas mai resolt.[3]

Resta del món
- 1309, Avinyó, Comtat de Provença: Climent V fixa la residència papal a Avinyó.
- 1762, Tolosa, Regne de França: Joan Calas és condemnat a mort acusat d'haver assassinat al seu fill.[4]
- 1780, Mobile, Florida Occidental: els espanyols derroten als britànics en la batalla de Fort Charlotte durant la Guerra d'independència dels Estats Units.
- 1820, Madrid: el partit liberal suprimeix el Tribunal de la Santa Inquisició a tot Espanya; Ferran VII la tornarà a establir fins a la desaparició definitiva el 1834.
- 1821, Portugal: Decret de bases de la Constitució i el rei Joan II de Portugal torna al país.[5]
- 1842, Milà: s'estrena Nabucco, òpera en quatre actes de Giuseppe Verdi, al teatre de La Scala de Milà.[6]
- 1916: l'Imperi Alemany declara la guerra a Portugal.[5]
- 1942, Japó ocupa l'illa de Java.[7]
- 1959, Nova York: la Fira de la Joguina acull la presentació d'una nina que es batejarà amb el nom de Barbie.
- 2008, Espanya: el Partit Socialista Obrer Espanyol guanya les eleccions generals espanyoles.

## Naixements
Països Catalans
- 1916 - Barcelona: Carles Fontserè, dibuixant i cartellista català (m. 2007).
- 1930 - Vic, Osona: Maria Àngels Anglada i d'Abadal, poetessa i novel·lista (m. 1999).[8]
- 1937 - El Pont de Vilomara, Bages: Montserrat Ponsa i Tarrés, escriptora, activista cultural i social.[9]
- 1949 - Oxford: Miquel Strubell i Trueta, sociolingüista català (m. 2022).
- 1951 - Barcelona: Enric Casasses i Figueres, poeta i traductor català.[10]
- 1957 - Barcelona: Manuel Soler i Alegre, pilot de trial. Va ser el primer català en guanyar una prova del campionat del món de trial el 1979 (m. 2021)[11]
- 1968 - Barcelona: Núria Iceta Llorens, editora catalana, coeditora de la revista L'Avenç, llicenciada en Història.
- 1976 - 
  - Burjassot, Horta Nord: Carmen Montón Giménez, política valenciana, diputada, ministra entre juny i setembre de 2018.[12]
  - Girona: Coralí Cunyat i Badosa, política catalana diplomada en Ciències Empresarials, ha estat regidora a Girona i senadora.[13]
- 1992 - la Seu d'Urgell, Alt Urgell: Núria Vilarrubla Garcia, piragüista olímpica catalana especialitzada en eslàlom d'aigües braves.[14]
- 1993 - Vall d'Aran: Alidé Sans Mas, cantant de llengua occitana (gascó aranès).

Resta del món
- 1213 - Villaines-en-Duesmois (Ducat de Borgonya)ː Hug IV de Borgonya (m. 1272).
- 1285 - Japó: Go-Nijō, 94è emperador del Japó (m. 1308).
- 1721 - Estrasburg, França: Carolina de Zweibrucken-Birkenfeld, aristòcrata francesa (m. 1774).[15]
- 1750 - Motril, Granada: Maria Antonia Vallejo Fernández, la Caramba, cançonetista, cantaora i bailaora de flamenc (m. 1787).[16]
- 1787 - Vrchlabí, Bohèmia: Josephine Kablick, pionera en botànica i paleontologia d'origen txec (m. 1863).[17]
- 1813 - Moscou, Imperi Rus: Timofei Nikolàievitx Granovski, historiador rus, particularment de l'edat mitjana (m. 1855).
- 1880 - Częstochowa: Sonia Lewitska, pintora i gravadora francesa d'origen polonès i ucraïnes (m. 1937).[18]
- 1888 - Tarassona, Aragó: Raquel Meller, cantant, cupletista.[19]
- 1890 - Kukarka (Imperi Rus): Viatxeslav Mólotov, polític i diplomàtic soviètic (m. 1986).[20]
- 1892 - Kent: Vita Sackville-West, poeta i novel·lista anglesa (m.1962).[21]
- 1909 - Ikenne (Nigèria): Obafemi Awolowo, polític nigerià (m. 1987).[20]
- 1910 - West Chester, Pennsilvània: Samuel Barber, compositor nord-americà (m. 1981).[22]
- 1911 - Vílnius: Clara Rockmore, intèrpret virtuosa del theremin (m. 1998).[23]
- 1923 - Viena, Àustria: Walter Kohn, físic nord-americà d'origen austríac, Premi Nobel de Química de l'any 1998 (m. 2016).[24]
- 1927 - Madrid: Jaime de Armiñán, escriptor, novel·lista, autor teatral, director i guionista cinematogràfic i televisiu espanyol.[25]
- 1930 - Fort Worth: Ornette Coleman, músic de jazz, saxofonista, trompetista, violinista i compositor nord-americà (m. 2015).[26]
- 1933 - Kenner, Louisiana, Estats Units: Lloyd Price, cantant americà de R&B.
- 1934 - Smolensk, URSS: Iuri Gagarin, primer cosmonauta de la història (m. 1968).[27]
- 1942 - Garnant, Gal·les (Regne Unit): John Cale, músic, compositor, multiinstrumentista i productor gal·lès, membre de The Velvet Underground.
- 1945 - Albacete: Juana Serna Masiá, política valenciana d'origen castellà, catedràtica de Filosofia i diputada.[28]
- 1948 - 
  - Bra, Piemont, Itàlia: Emma Bonino, política italiana, diputada i ministra durant els governs de Prodi i d'Enrico Letta.[29]
  - Göttingen: Petra Deimer, biòloga marina alemanya i conservacionista implicada en la protecció dels cetacis.[30]
- 1949 - Santander: Isabel Tocino Biscarolasaga, política, empresària i professora universitària espanyola, que fou Ministra de Medi Ambient amb José María Aznar.[31]
- 1954 - Newtownabbey, Irlanda del Nord: Bobby Sands, pres de l'IRA Provisional, membre electe del Parlament britànic i líder de la Vaga de fam del 1981 a Irlanda del Nord (m. 1981).[32]
- 1957 - Ivrea, Piemont, Itàlia: Roberto Accornero, actor i actor de veu italià
- 1958 - Lefkoşa: Emine Çolak, política turcoxipriota, primera Ministra d'afers exteriors de la República Turca de Xipre del Nord.
- 1959 - Higashimatsuyama (Japó): Takaaki Kajita, físic japonès, Premi Nobel de Física de l'any 2015.[33]
- 1964 - París: Juliette Binoche, actriu francesa de cinema i de teatre.[34]
- 1965 - Amsterdam: Heleen van Royen, novel·lista i periodista neerlandesa.
- 1970 - Llerena: María Eugenia Rodríguez Palop, jurista espanyola, professora de Filosofia del Dret, especialista en drets humans.[35]
- 1993 - Daegu, Corea del Sud: Min YoonGi, més conegut com a Suga, raper, compositor i productor de la banda BTS.

## Necrològiques
Països Catalans
- 1921 - Barcelona: Enric Lluís Roura i Vilaret, empresari surotaper i polític de la Lliga Regionalista.
- 1955 - Barcelona: Adelaida Ferré Gomis, folklorista, puntaire, mestra i historiadora barcelonina (n. 1881).[36]
- 1964 - Madrid, Espanya: José Capuz Mamano, escultor valencià (79 anys).
- 1976 - Ciutat de Mèxic: Maria Assumpta Soteras i Maurí, jurista catalana (n.1905).[37]
- 1990 - Madrid: Joana Concepció Francés, pintora valenciana que formà part del grup El Paso (n. 1924).[38]
- 1998, Sant Pere de Ribes: Carme Sugrañes Blay, atleta catalana dels anys 30 (n. 1915).[39]
- 2020 - Barcelona: Josep-Ramon Bach i Núñez, escriptor català (n. 1946).

Resta del món
- 1810, Diepoldshofen: Joseph Bullinger, teòleg i jesuïta.
- 1825, Hackney, Londres: Anna Laetitia Barbauld, assagista anglesa, poeta, i crítica literària (n. 1743).[40]
- 1847, Lyme Regis, Anglaterra: Mary Anning, paleontòloga anglesa (n. 1799).[41]
- 1888 - Berlín (Alemanya): Guillem I de Prússia, Rei de Prússia (n. 1797)[42]
- 1895 - Boston: Rebecca Lee Crumpler, primera metgessa afroamericana als Estats Units (n. 1831).[43]
- 1941, Birmingham (Anglaterra): Constance Smedley, dramaturga, artista, il·lustradora, escenògrafa, fundadora dels Lyceum Club (n. 1876).[44]
- 1947, New Rochelle, Nova York (EUA): Carrie Chapman Catt, sufragista estatunidenca (n. 1859)[20]
- 1952, Moscou: Aleksandra Kol·lontai, revolucionària comunista russa, d'origen cosac (n. 1872).[45]
- 1954, Bremen: Clara Westhoff, escultora alemanya i dona del poeta Rilke (n. 1878).[46]
- 1974, Miami, Florida (EUA): Earl Wilbur Sutherland Jr., metge estatunidenc, Premi Nobel de Medicina o Fisiologia de l'any 1971 (n. 1915).[47]
- 1975, Edegem, Bèlgica: Marie Gevers, novel·lista (n. 1883)[48]
- 1981, Pasadena, Califòrnia (EUA): Max Delbrück, biofísic estatunidenc d'origen alemany, Premi Nobel de Medicina o Fisiologia de l'any 1969 (n. 1906).[49]
- 1983, Estocolm (Suècia): Ulf von Euler, metge i farmacòleg suec, Premi Nobel de Medicina o Fisiologia de l'any 1970 (n. 1905).[50]
- 1988, Tübingen, (Alemanya): Kurt Georg Kiesinger polític conservador alemany, va ser Canceller d'Alemanya de 1966 a 1969 (n. 1904).[20]
- 1989, Boston, Massachusetts (EUA): Robert Mapplethorpe, fotògraf estatunidenc, conegut pel seu tractament de temes controvertits a gran escala amb fotografies en blanc i negre altament estilitzades. (n. 1946).[51]
- 1992, Tel-Aviv (Israel): Menahem Beguín, polític israelià, sisè Primer Ministre d'Israel (n. 1913).[20]
- 1994, San Pedro, EUA: Charles Bukowski, escriptor nord-americà (73 anys).[52]
- 1997, Los Angeles, Califòrnia, EUA: The Notorious B.I.G., raper nord-americà (n. 1972).
- 1998, Rapallo, Ligúria: Anna Maria Ortese, escriptora i periodista italiana (n. 1914).[53]
- 2003, Victoria (Colúmbia Britànica), Canadà: Stan Brakhage, director de cinema, de fotografia, muntador, actor i productor estatunidenc.
- 2006, Nova York: Anna Moffo, soprano estatunidenca (n. 1932).[54]
- 2014, L'Havana, Cuba: Melba Hernández, advocada i Heroïna de la Revolució Cubana (n. 1921).[55]
- 2015, Argentina: Florence Arthaud, navegant francesa (n. 1957).[56]
- 2017, Londres, Anglaterra: Gordon Howard Eliot Hodgkin, pintor i gravador britànic.

## Festes i commemoracions
- Onomàstica: sants Francesca Romana, vídua, fundadora de les Oblates de Tor de' Specchi; Pacià de Barcelona, bisbe de Barcelona; Quaranta Màrtirs de Sebaste; Gregori de Nissa; Caterina de Bolonya, clarissa; venerable Casimiro Barello, pelegrí mort a Alcoi.